# 지그만타스 발치티스

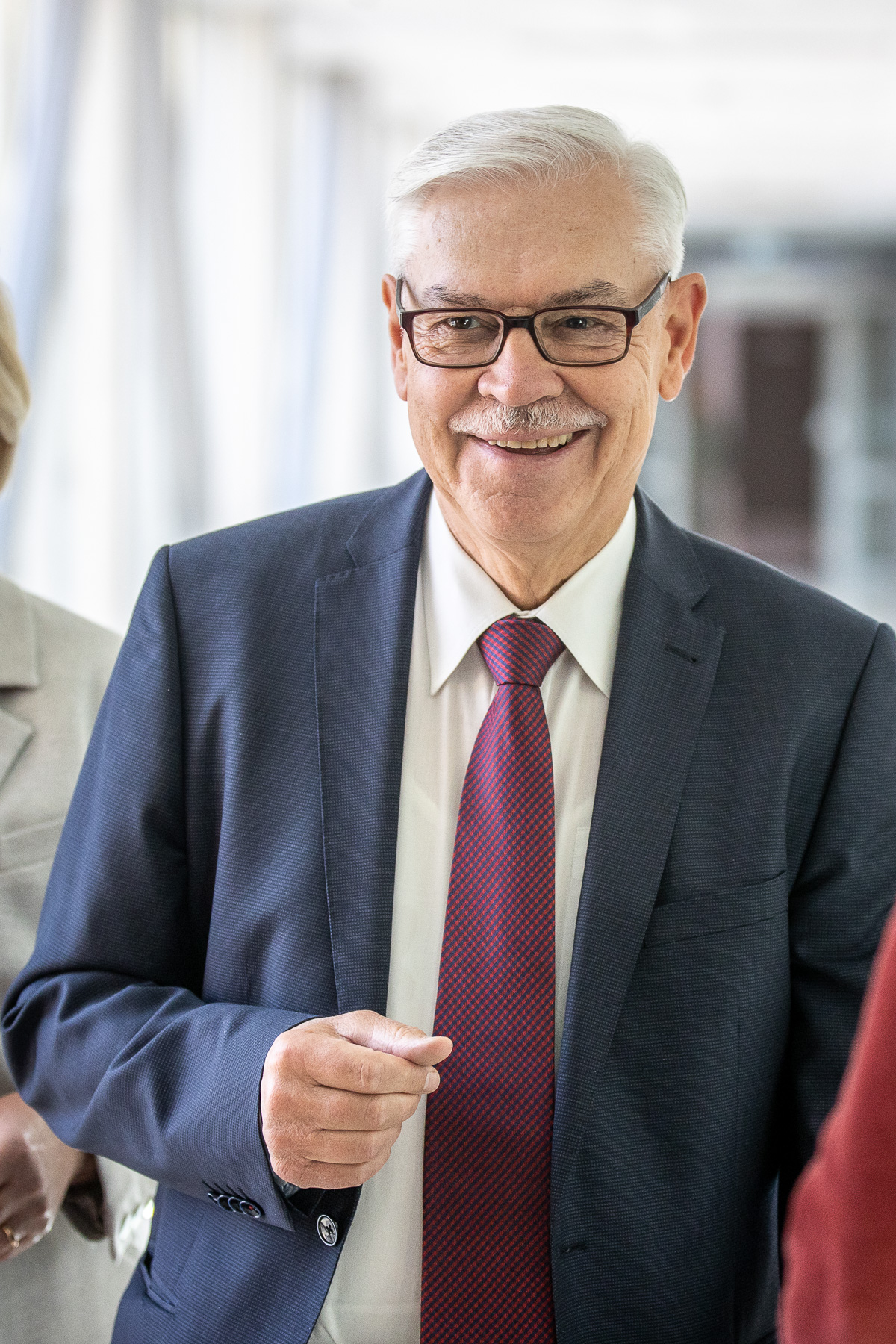
지그만타스 발치티스

지그만타스 발치티스(리투아니아어: Zigmantas Balčytis, 1953년 11월 16일 실루테 ~ )는 리투아니아의 정치인이다. 소속 정당은 리투아니아 사회민주당이다.
2001년부터 2005년까지 리투아니아 교통·통신부 장관을, 2005년부터 2007년까지 리투아니아 재무부 장관을 역임했다. 2006년 6월 1일부터 2006년 7월 4일까지 리투아니아의 총리 권한대행을 역임했다.

## 역대 선거 결과
| 선거명      | 직책명              | 대수 | 정당                  | 1차 득표율 | 1차 득표수 | 2차 득표율 | 2차 득표수 | 결과 | 당락 |
| ----------- | ------------------- | ---- | --------------------- | ---------- | ---------- | ---------- | ---------- | ---- | ---- |
| 2014년 선거 | 리투아니아의 대통령 | 9대  | 리투아니아 사회민주당 | 13.62%     | 181,659표  | 40.10%     | 486,214표  | 2위  | 낙선 |